# Międzynarodowy Festiwal Filmowy Molodist w Kijowie
Międzynarodowy Festiwal Filmowy Molodist w Kijowie (ukr.: Київський міжнародний кінофестиваль «Молодість») – festiwal filmowy odbywający się w Kijowie na Ukrainie od 1970 roku.